# Ruw kransblad
Ruw kransblad (Chara aspera) is een kranswier uit de familie Characeae.

## Determinatie
De planten zijn 5–30 cm lang in brakwater en 5–10 cm lang in zoetwater. De zoetwatervorm is meestal bedekt met een korst en is grijs van kleur, terwijl de brakwatervorm slechts licht korstig of niet-aangezet en groen is. De hoofdas is grijsgroen en heeft een dikte tot 0,4 mm. De vertakkingen zijn 8–9, elk met 6–8 segmenten. De schors is meestal triplostich en meestal tylacanth. De stekels zijn kort of tot 1 mm lang, dun, spits en staan met 1–2(–3) bij elkaar. De oögoniën meten tot 0,7 mm lang en tot 0,5 mm breed. Oösporen zijn zwart en tot 0,6 mm lang en 0,4 mm breed. De antheridiën zijn rood en tot 0,6 mm in diameter. Bolvormige, witachtige bulbillen tot 1 mm in diameter komen vaak voor.

## Ecologie
Ruw kransblad komt voor in zoete tot brakke, heldere, alkalische, fosfaatarme waterpartijen op een zandige bodem. In brak water tolereert de soort een zoutgehalte tussen 3 en 15 PSU. Het kan gaan om zowel onbeschutte als beschutte standplaatsen. Het groeit op 4–5 m diepte.

### Syntaxonomie
In de syntaxonomie staat ruw kransblad te boek als kensoort voor de associatie van ruw kransblad.

## Levenswijze
Ruw kransblad is meestal eenjarig en overwintert door bulbillen en oösporen. Vruchtbare planten kunnen worden gevonden vanaf de maand juni. De vruchtvorming is laag in zoetwater. Rijpe oösporen worden gevonden vanaf juli.

## Verspreiding
Het verspreidingsgebied van ruw kransblad strekt zich uit over Europa, Turkije, Bangladesh, Noord-Afrika en Noord-Amerika. Het komt veel voor in de Oostzee. In Nederland is ruw kransblad zeldzaam in Nederland maar niet bedreigd.

## Fotogalerij

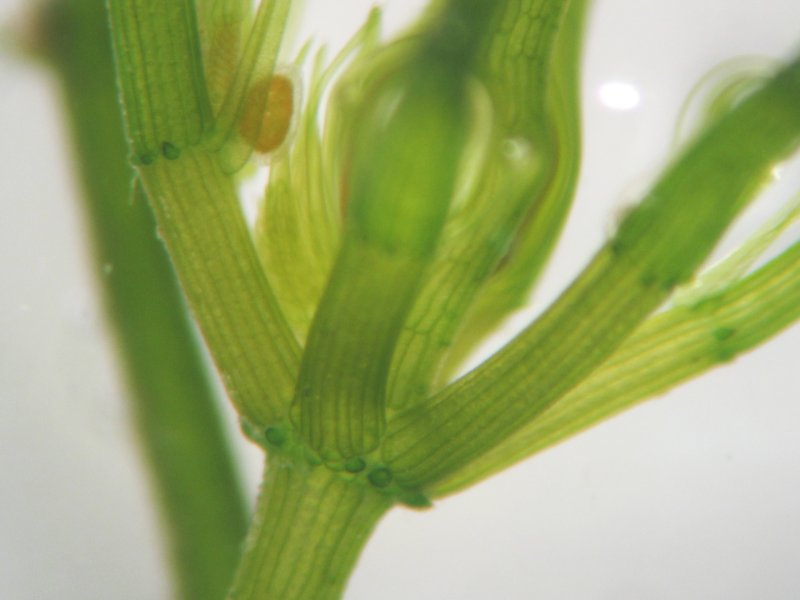
Schors is triplostich (dikke band met twee dunnere banden)